# ارگولدینگ
ارگولدینگ (به آلمانی: Ergolding) یک شهر در آلمان است که در بایرن واقع شده‌است.

## خصوصیات
ارگولدینگ ۳۷٫۱۶ کیلومترمربع مساحت دارد ۳۹۲ متر بالاتر از سطح دریا واقع شده‌است.